# Arrêts de la Cour de justice des Communautés européennes (1963)
Pour les articles homonymes, voir Arrêts de la Cour de justice l'Union européenne.
Les arrêts de la Cour de justice de 1963 sont au nombre de dix-sept. Parmi ces arrêts se trouve l'Arrêt van Gend en Loos dans lequel la Cour dégagea le principe de l'effet direct de l'ordre juridique communautaire en droit interne.

## Sources

## Compléments